# IT-universitetet i Köpenhamn

IT-universitetet i Köpenhamn är ett danskt, globalt orienterat och självständigt universitet.
IT-universitetet i Köpenhamn grundades 1999 under namnet ”IT-højskolen”. När den nya danska högskolelagen trädde i kraft 2003 blev IT-højskolen officiellt utnämnt till universitet, det tolfte och minsta universitetet i Danmark, varför man bytte namn till IT-universitetet i Köpenhamn.
År 2004 flyttade universitetet till en egen, ny byggnad i Ørestad, strax intill den humanistiska fakulteten vid Köpenhamns universitet och DR:s nya lokaler. Den nya byggnaden är ritad av den danska arkitekten Henning Larsen.
Från början tog universitetet enbart emot studenter med bachelorexamen till de mastersprogram som erbjöds, men i augusti 2007 startade man en egen bachelorutbildning i programutveckling. Sedan 2010 erbjuder IT-universitetet tre bachelorprogram (varav ett är internationellt inriktat med undervisning på engelska), fyra kandidatutbildningar (varav två är internationellt inriktade med undervisning på engelska), fyra mastersprogram, en diplomutbildning samt omkring 100 enstaka ämnen varje termin.
IT-universitetet har en enda fakultet men med en tvärdisciplinär infallsvinkel på studierna inom informationsteknologi, och man närmar sig området från flera olika perspektiv: naturvetenskap (traditionell datalogi), programutveckling, datorstött samarbete, design och användning av IT, e-business, studier av datorspel samt de sociala, kulturella och estetiska aspekterna av IT.
Den vetenskapliga personalen består av 40 personer, och universitetet inhyser 50 doktorander och mer än 2 000 studenter. Även många externa föreläsare finns knutna till universitetet.

## Administration och organisation
IT-universitetet leds av en styrelse med nio medlemmar: fem medlemmar rekryteras utanför universitetet och utgör majoriteten av styrelsen, en medlem utses av den vetenskapliga personalen, en medlem utses av den administrativa personalen och två medlemmar utses av universitetets studenter. Rektor utses av universitetets styrelse.

## Utbildningsprogram
Bachelorprogram (BSc i IT):
- Global Business Informatics (EN)
- Digitala medier och design (DA)
- Programutveckling (DA)

Kandidatprogram (MSc i IT)
- Games (EN)
- Software Development and Technology (EN)
- Digital design och kommunikation (DA)
- Digital Innovation & Management (e-business)
- Data Science (EN) (från 2020)

Diplomutbildning
Diplomutbildningen gör det möjligt för studenten att sätta ihop ett eget, unikt utbildningspaket från alla de enstaka kurserna i universitets utbud.
Mastersprogram (master i IT)
- IT-ledning (DA)
- Interaktionsdesign (DA)
- Programkonstruktion (DA)

Enstaka kurser
IT-universitetet har mer än 100 olika kurser att välja mellan.

## Forskning
Det uttalade målet med universitets forskning är att stärka Danmarks möjligheter att skapa värden med IT. Forskningen syftar till att skapa nya insikter som kan utgöra grunden för nya typer av interaktion, genombrott för den digitala kulturen, bättre resursoptimering, teknologiska innovationer och mycket mer. En viktig del av forskningen är PhD-utbildningen. Varje år rekryterar IT-universitetet doktorandstuderanden från hela världen. Dessa studenter arbetar tätt ihop med fakulteten med sina respektive forskningsprojekt i syfte att utveckla sina färdigheter som forskare och sina internationella nätverk. IT-universitetet har en webbplats som är tillägnad dessa forskningsinitiativ.